# Callitula aenea
Callitula aenea är en stekelart som först beskrevs av Girault 1913.  Callitula aenea ingår i släktet Callitula och familjen puppglanssteklar. Inga underarter finns listade.